# Jarry (metrostation)
Jarry is een metrostation in het stadsdeel Villeray–Saint-Michel–Parc-Extension van de Canadese stad Montréal. Het op 14 oktober 1966 geopende station wordt bediend door de oranje lijn van de metro van Montréal.